# Senecio kamerunensis
Espèce
Senecio kamerunensis est une espèce de plantes à fleurs de la famille des Asteraceae et du genre Senecio. 

## Habitat
On la trouve au Cameroun.